# Argentina euchus
Argentina euchus är en fiskart som beskrevs av Cohen, 1961. Argentina euchus ingår i släktet Argentina och familjen guldlaxfiskar. Inga underarter finns listade i Catalogue of Life.